# Секретар обкому
«Секретар обкому» — радянський художній фільм 1963 року, знятий режисером Володимир Чеботарьовим на кіностудії «Мосфільм». Екранізація однойменного роману Всеволода Кочетова. Прем'єра фільму відбулася 28 вересня 1964 року.

## Сюжет
У центрі фільму — головний герой, секретар обкому КПРС Василь Антонович Денисов (Володимир Самойлов). Людина високої культури, сміливих пошуків і великого особистого шарму, він являє собою приклад справжнього партійного керівника, що віддає всі свої творчі сили боротьбі за щастя народу. У рішенні завдань комуністичного будівництва він знаходить нові форми керівництва і партійного впливу на уми і серця людей.

## У ролях
- Володимир Самойлов — перший секретар обкому, Василь Антонович Денисов
- Андрій Абрикосов — перший секретар сусіднього обкому, Артем Герасимович Артамонов
- Людмила Хитяєва — сестра Софії Павлівни, художник Юлія
- Олександр Хвиля — директор хімкомбінату Микола Павлович Суходолов
- Лідія Смирнова — дружина Денисова Софія Павлівна
- Кирило Столяров — поет Віталій Андреевч Птушко
- Анатолій Фалькович — секретар райкому Ігор Володимирович Владичін
- Валентин Абрамов — працівник обкому Анатолій Михайлович Огнєв
- Олександр Хохлов — директор музею Гурій Матвійович Черногус
- Олександр Захаров — голова обласного виконкому Сергєєв
- Михайло Глузський — письменник Євген Йосипович Боксанов
- Василь Макаров — Петро Дементійович Лаврентьєв
- Нонна Мордюкова — доярка Наталія Фадеївна
- Станіслав Міхін — син Денисова Олександр
- Клеон Протасов — працівник хімкомбінату Андрій Миколайович Булавін
- Петро Савін — водій Денисова
- Всеволод Тягушев — водій
- Борис Січкін — начальник відділу кадрів театру
- Євген Супонєв — механізатор Кукушкін
- Павло Тарасов — обласний прокурор Сергій Степанович
- Раїса Сазонова — відвідувачка (немає в титрах)
- Лідія Корольова — Віра Іванівна (немає в титрах)
- Лев Лобов — Ілля Семенович (немає в титрах)
- Сергій Юртайкин — учасник наради (немає в титрах)
- Олександра Данилова — запрошена в Кремль (немає в титрах)
- Валентина Ананьїна — колгоспниця (немає в титрах)
- Віра Бурлакова — епізод

## Знімальна група
- Режисер — Володимир Чеботарьов
- Сценаристи — Всеволод Кочетов, Едгар Смирнов, Володимир Чеботарьов
- Оператор — Ігор Слабневич
- Композитори — Олексій Муравльов, Дмитро Толстой
- Художник — Костянтин Степанов